# 第77回全国高等学校ラグビーフットボール大会
第77回全国高等学校ラグビーフットボール大会（だい77かいぜんこくこうとうがっこうラグビーフットボールたいかい）は、1997年12月から1998年1月まで近鉄花園ラグビー場にて行われた、全国高校ラグビー選手権である。優勝は東京都の國學院大學久我山高校（5回目）。

## 出場校
※マークはシード校
北海道
- 北北海道代表 - 中標津 （24年ぶり3回目）
- 南北海道代表 - 函館大有斗 （6年連続11回目）

東北
- 青森県代表 - 青森北 （3年連続6回目）
- 岩手県代表 - 盛岡工※ （4年連続25回目）
- 宮城県代表 - 仙台育英 （2年連続4回目）
- 秋田県代表 - 男鹿工 （3年ぶり4回目）
- 山形県代表 - 日大山形 （6年ぶり5回目）
- 福島県代表 - 勿来工 （7年ぶり5回目）

関東
- 茨城県代表 - 茗溪学園※ （2年ぶり10回目）
- 栃木県代表 - 国学院栃木 （2年連続4回目）
- 群馬県代表 - 東農大二※ （13年連続14回目）
- 埼玉県代表 - 埼工大深谷 （3年ぶり3回目）
- 千葉県代表 - 流経大柏 （3年連続5回目）
- 東京都第一代表 - 国学院久我山※ （7年連続23回目）
- 東京都第二代表 - 東海大菅生 （初出場）
- 神奈川県代表 - 慶應義塾※ （8年ぶり31回目）
- 山梨県代表 - 日川※ （20年連続29回目）

北信越
- 新潟県代表 - 新潟工 （3年ぶり24回目）
- 長野県代表 - 岡谷工 （14年連続14回目）
- 富山県代表 - 富山工 （33年ぶり6回目）
- 石川県代表 - 羽咋工 （3年ぶり18回目）
- 福井県代表 - 若狭東 （3年ぶり18回目）

東海
- 静岡県代表 - 東海大一 （2年ぶり9回目）
- 愛知県代表 - 西陵商 （11年連続30回目）
- 岐阜県代表 - 関商工 （6年連続21回目）
- 三重県代表 - 志摩 （2年ぶり9回目）

近畿
- 滋賀県代表 - 膳所 （10年ぶり2回目）
- 京都府代表 - 伏見工※ （3年連続10回目）
- 大阪府第一代表 - 啓光学園※ （7年連続10回目）
- 大阪府第二代表 - 大阪桐蔭 （2年ぶり2回目）
- 大阪府第三代表 - 大阪工大高※ （3年連続22回目）
- 兵庫県代表 - 報徳学園※ （10年連続28回目）
- 奈良県代表 - 御所工 （2年ぶり2回目）
- 和歌山県代表 - 熊野 （34年ぶり3回目）

中国
- 鳥取県代表 - 米子東 （2年連続4回目）
- 島根県代表 - 江の川 （7年連続7回目）
- 岡山県代表 - 津山工 （11年連続17回目）
- 広島県代表 - 広島工 （2年ぶり28回目）
- 山口県代表 - 大津 （5年連続16回目）

四国
- 徳島県代表 - 徳島市立 （4年ぶり3回目）
- 香川県代表 - 坂出工 （3年ぶり11回目）
- 愛媛県代表 - 新田 （3年ぶり35回目）
- 高知県代表 - 土佐塾 （3年ぶり2回目）

九州・沖縄
- 福岡県代表 - 東福岡※ （6年連続10回目）
- 佐賀県代表 - 佐賀工※ （16年連続26回目）
- 長崎県代表 - 長崎北陽台※ （4年連続6回目）
- 熊本県代表 - 熊本 （4年ぶり4回目）
- 大分県代表 - 大分舞鶴 （12年連続36回目）
- 宮崎県代表 - 延岡東 （3年連続7回目）
- 鹿児島県代表 - 鹿児島工 （3年ぶり7回目）
- 沖縄県代表 - 宜野座 （3年連続4回目）

## 試合時間
※全試合30分ハーフで行う。同点で終了した場合は1.トライ数2.ゴール数3.抽選の順にて次回出場校を決める。

## 試合

### 1回戦
- 埼工大深谷 93 - 5 米子東
- 富山工 34 - 19 徳島市立
- 仙台育英 44 - 36 津山工
- 大阪桐蔭 24 - 13 東海大菅生
- 男鹿工 25 - 0 土佐塾
- 大分舞鶴 24 - 23 関商工
- 東海大一 36 - 17 熊本
- 岡谷工 74 - 0 膳所
- 函館大有斗 29 - 25 宜野座
- 御所工 23 - 11 流経大柏

- 若狭東 19 - 17 羽咋工
- 西陵商 19 - 13 大津
- 国学院栃木 60 - 12 熊野
- 鹿児島工 19 - 7 中標津
- 青森北 122 - 0 坂出工
- 江の川 36 - 6 新潟工
- 日大山形 27 - 13 新田
- 広島工 23 - 7 勿来工
- 延岡東 39 - 12 志摩

### 2回戦
- 啓光学園 27 - 3 埼工大深谷
- 仙台育英 69 - 5 富山工
- 東福岡 20 - 18 大阪桐蔭
- 茗溪学園 28 - 7 男鹿工
- 佐賀工 39 - 0 大分舞鶴
- 盛岡工 31 - 17 東海大一
- 伏見工 41 - 12 岡谷工
- 日川 53 - 0 函館大有斗

- 報徳学園 23 - 12 御所工
- 西陵商 54 - 0 若狭東
- 長崎北陽台 22 - 10 国学院栃木
- 慶應義塾 43 - 5 鹿児島工
- 青森北 17 - 14 大阪工大高
- 東農大二 40 - 16 江の川
- 日大山形 34 - 19 広島工
- 国学院久我山 72 - 0 延岡東

### 3回戦
- 啓光学園 51 - 10 仙台育英
- 茗溪学園 31 - 25 東福岡
- 佐賀工 23 - 14 盛岡工
- 伏見工 29 - 6 日川

- 報徳学園 59 - 10 西陵商
- 慶應義塾 24 - 11 長崎北陽台
- 東農大二 34 - 32 青森北
- 国学院久我山 75 - 0 日大山形

### 準々決勝
- 啓光学園 26 - 24 茗溪学園
- 伏見工 18 - 14 佐賀工

- 報徳学園 25 - 24 慶應義塾
- 国学院久我山 51 - 14 東農大二

### 準決勝
- 伏見工 24 - 17 啓光学園
- 国学院久我山 39 - 17 報徳学園

### 決勝
- 国学院久我山（11年ぶり5回目） 33 - 29 伏見工

## 関連試合

### 第21回高校東西対抗試合
- 大会で特に活躍した選手を選抜した上で東西に分かれて行ういわば高校ラグビー版オールスターゲームである。

東軍監督山崎久造、西軍監督首藤敬三、1998年1月15日 国立競技場 試合結果西軍 57-40 東軍